# Madilu System
 (février 2024).
Si vous disposez d'ouvrages ou d'articles de référence ou si vous connaissez des sites web de qualité traitant du thème abordé ici, merci de compléter l'article en donnant les références utiles à sa vérifiabilité et en les liant à la section « Notes et références ».
Jean De Dieu Bialu Makiese, dit Madilu System, né le 28 mai 1950 à Kisantu (Congo belge) et mort le 11 août 2007 à Kinshasa (République démocratique du Congo), est un chanteur congolais.

## Biographie

### Débuts
Né le 28 mai 1950 à Kisantu, dans la région du Bas-Congo, Jean de Dieu Bialu Makiese, dit Madilu System, Madilu Multi System, Grand Ninja ou Le Grand Pharaon, débute dans la musique en 1970 comme chanteur au sein de l'orchestre Bamboula de Papa Noël Nedule. Plus tard, il monte, avec Yosha et Pindu, le groupe Bakuba Mayopi.

### Carrière
En 1975, Madilu System décide de fonder sa propre formation, Pamba Pamba. Fort de ses diverses expériences, il rejoint l'Africa International de Tabu Ley Rochereau, où il reste quelques mois. Il intègre ensuite le TP OK Jazz de Franco, s'illustrant avec ses interprétations en duo avec Franco de Non, Mamou (son premier succès) ou encore Mario (écrit en 1985 par ce dernier), puis avec Boma ngai, na boma yo to bomana et Dati Pétrole, composé par Simaro Lutumba.
Après le décès de Franco survenu le 12 octobre 1989, Madilu System quitte le TP OK Jazz pour une carrière solo avec son propre groupe, TP Multi System, basé à Kinshasa. En 1994, il se distingue avec l'album Sans commentaire.
En 2005, Madilu System chante pour le président Omar Bongo.

### Décès
Madilu System meurt le 11 août 2007, à 7 h du matin, à la Clinique universitaire de Kinshasa, à la suite d´une longue maladie. il souffrait de (diabète, hypertension). Il meurt à 57 ans.
Sa femme réside dans la commune de Moissy-Cramayel en France.

## Discographie
- Sans commentaire (1993)
- Album 95 (1995)
- L'Eau (1998)
- Pouvoir (1999)
- Formule 1 avec Koffi Olomidé, King Kester Emeneya, Sam Mangwana, Pépé Kallé et Malage de Lugendo (1999)
- Bonheur (2001)
- Le Tenant du titre (2004)
- La Bonne Humeur (2007)
- Dernière Volonté - album CD+DVD (2008)

## VHS et DVD
- Sans Commentaire (1994)
- Le Nouveau Madilu System (1996)
- L'Eau (1999)
- Pouvoir (2000)
- Bonheur (2002)
- Le Tenant du Titre (2005)
- La Bonne Humeur (2007)
- Dernière Volonté (2008)
- Frère Édouard (Clips) (2008)

## Membres du Tout Puissant Multi System

### Danseuses
- Nana Mulenga - Depuis 1993-1997
- Waba Clara - Depuis 1993-1995, retour 1996-1997
- Bibiche Chibida - Depuis 1993-1997
- Bijoux Anapata - Depuis 1999-2000
- El Bazoul Ba Whisky - Depuis 1999-2000
- Neneh Mabaya - Depuis 2001-2003

### Anciens musiciens
- Egesson Hormis (chanteur) (1997-2007)
- Mardochée Kayembe (chanteur) (1997-2000)
- Papy Kalombo (chanteur) (1998-2000)
- Lidane (chanteur) (1997-2007)
- Acouda Nzuzi (chanteur) (1997-2005)
- Freddy (chanteur) (1997-2007)
- Rio Kazadi (chanteur) (1995-1998)
- José Père Elanga (chanteur) (1997-2000)
- Jeannot Ngidi Ngondi (animateur) (1997-2007)
- Petit Guylain (animateur) (1997-2000)
- Ya Nono (animateur) (1999-2000)
- Shiko Mawatu (guitare) (1995-2003)
- Volvo Lukebuka (guitare) (1993-1995)
- Fofo Le Collégien (guitare) (1995-1999)